# Drosophila mimetica
Drosophila mimetica är en tvåvingeart som beskrevs av Bock och Wheeler 1972. Drosophila mimetica ingår i släktet Drosophila och familjen daggflugor.
Artens utbredningsområde är Malaysia.